# Velký Gatsby (film, 2013)
Velký Gatsby (v anglickém originále The Great Gatsby) je americký dramatický snímek režiséra Baze Luhrmanna, který je též jedním z autorů scénáře. Film je adaptací stejnojmenného románu od Francise Scotta Fitzgeralda. Představitelé hlavních rolí jsou Leonardo DiCaprio, Tobey Maguire, Carey Mulligan, Joel Edgerton, Elizabeth Debicki, Isla Fisher, Jason Clarke a Amitabh Bachchan.
Film sleduje životy multimilionáře Jaye Gatsbyho a jeho souseda Nicka, který se s Gatsbym setkává během bouřlivých dvacátých let. Premiéra filmu ve Spojených státech proběhla dne 10. května 2013. Snímek byl vydán ve formátu 3D a získal smíšené recenze od filmových kritiků.

## Hrají
| Leonardo DiCaprio | Jay Gatsby              |
| Tobey Maguire     | Nick Carraway           |
| Carey Mulligan    | Daisy Buchanan          |
| Joel Edgerton     | Tom Buchanan            |
| Isla Fisher       | Myrtle Wilson           |
| Jason Clarke      | George Wilson           |
| Elizabeth Debicki | Jordan Baker            |
| Amitabh Bachchan  | Meyer Wolfsheim         |
| Jack Thompson     | doktor Walter Perkins   |
| Adelaide Clemens  | Catherine               |
| Richard Carter    | Herzog                  |
| Heather Mitchell  | matka Daisy             |
| Max Cullen        | Owl Eyes                |
| Gus Murray        | Teddy Barton            |
| Steve Bisley      | Dan Cody                |
| Callan McAuliffe  | Gatsby jako dospívající |
| Tasman Palazzi    | Gatsby jako dítě        |
| Kim Knuckey       | senátor Gulick          |
| Vince Colosimo    | Michaelis               |
| Felix Williamson  | Henri                   |
| Kate Mulvany      | paní Mckee              |
| Eden Falk         | pan Mckee               |
| iOTA              | Trimalchio              |
| Brendan Maclean   | Klipspringer            |

## Marketing
První trailer k filmu vyšel dne 22. května 2012, tedy téměř rok před vydáním filmu. Mezi písně, které se objevily v různých trailerech, patří: „No Church in the Wild“ od Jay-Z a Kanye Westa; cover „Love Is Blindness“ od U2 v podání Jacka Whita; cover „Happy Together“ od The Turtles v podání skupiny Filter; cover „Back to Black“ od Amy Winehouse v podání Andrého 3000 a Beyoncé, píseň „Young and Beautiful“ od Lany Del Rey a píseň „Over the Love“ v podání Florence and the Machine.
Dne 15. dubna 2013 oděvní značka Brooks Brothers představila „The Gatsby Collection“, řadu pánského oblečení, obuvi a doplňků inspirovaných kostýmy z Velkého Gatsbyho od Catherine Martin. Podle časopisu Fashion Weekly vzhled oblečení „...nebyl inspirován pouze stylem dvacátých let: nové kousky byly navrženy podle skutečných archivů značky [...] Brooks Brothers byla jednou z arbitrů vzhledu z doby Gatsbyho. Skutečné kostýmy, které navrhla Catherine Martin, budou vystaveny ve vybraných buticích Brooks Brothers.“
Dne 17. dubna 2013 představila společnost Tiffany & Co. kolekci šperků „inspirovanou“ Luhrmannovým filmem a vytvořenou ve spolupráci s Luhrmannem a kostymérkou Catherine Martin. Toto klenotnictví také vydalo šperkařskou linii „The Great Gatsby Collection“ navrženou k očekávání filmu. Kolekce se skládá ze sedmi kusů: brože, čelenky (obě údajně na základě archivních návrhů Tiffanyho), náramku a čtyř různých prstenů, včetně jednoho z platiny s 5,25-karátovým diamantem v hodnotě 875 000 amerických dolarů.
Ve výlohách obchodního domu Harrods v Londýně se objevily reklamy k filmu.

## Soundtrack
Soundtrack k filmu byl vydán dne 7. května 2013 a je k dostání v normální verzi, deluxe verzi a Target verzi, která obsahuje tři skladby navíc. Hudbu k filmu produkovali Jay-Z a The Bullitts.
Píseň od Lany Del Rey, „Young and Beautiful“ byla vydána jako rádiový singl a současně je využita jako hlavní píseň filmu. Úryvek z písně se objevil v oficiálním traileru k filmu a hraje ve scéně, kdy si postavy, které ztvárňují Leonardo DiCaprio a Carey Mulligan, vyznávají lásku. Hip hopový magazín Rap-Up označil píseň slovem „strašná“, zatímco MTV ji nazvala „temně znějící“. Skladba od Florence and the Machine, „Over the Love“, v textu odkazuje na „zelené světlo“, které bylo zmíněné v knize. Chris Payne z magazínu Billboard pochválil cover verzi „Back to Black“ v podání Beyoncé a Andrého 3000. Skupina The xx nahrála pro film skladbu „Together“ s využitím šedesátičlenného orchestru.